# Povětroň
Povětroň je novela od Karla Čapka poprvé vydána roku 1934. Je druhou novelou tzv. Noetické trilogie, kterou tvoří novely Hordubal (1933) a Obyčejný život (1934). Novela bývá považována za noetickou. Tato novela pojednává o osudu záhadného pana X. Je rozdělena do úvodní části a následně podle povolání člověka, jež se právě snaží přijít na záhadnou identitu onoho pana X. O rozluštění jeho identity se postupně snaží jeptiška (spojením s Bohem), jasnovidec (telepatií) a básník.